# Krwawe gody (film 1981)
Krwawe gody (hiszp. Bodas de sangre) – hiszpański film muzyczny z 1981 roku w reżyserii Carlosa Saury, oparty na sztuce Krwawe gody Federica Garcí Lorci.
Film jest częścią trylogii taneczno-muzycznej Carlosa Saury, na którą składają się też: Carmen (1983) i Czarodziejska miłość (1986).

## Obsada
- Antonio Gades - Leonardo
- Cristina Hoyos - panna młoda
- Juan Antonio Jiménez - pan młody
- Pilar Cárdenas - matka
- Carmen Villena - zona